# Cambala minor
Cambala minor är en mångfotingart som först beskrevs av Charles Harvey Bollman 1888.  Cambala minor ingår i släktet Cambala och familjen Cambalidae. Inga underarter finns listade i Catalogue of Life.